# Ramoulu
Ramoulu és un municipi francès, situat al departament del Loiret i a la regió de Centre – Vall del Loira. L'any 2007 tenia 253 habitants.

## Demografia

### Població
El 2007 la població de fet de Ramoulu era de 253 persones. Hi havia 102 famílies, de les quals 26 eren unipersonals (13 homes vivint sols i 13 dones vivint soles), 34 parelles sense fills i 42 parelles amb fills.
La població ha evolucionat segons el següent gràfic:
Habitants censats

### Habitatges
El 2007 hi havia 114 habitatges, 101 eren l'habitatge principal de la família, 8 eren segones residències i 5 estaven desocupats. Tots els 114 habitatges eren cases. Dels 101 habitatges principals, 84 estaven ocupats pels seus propietaris, 14 estaven llogats i ocupats pels llogaters i 3 estaven cedits a títol gratuït; 2 tenien dues cambres, 15 en tenien tres, 29 en tenien quatre i 54 en tenien cinc o més. 72 habitatges disposaven pel capbaix d'una plaça de pàrquing. A 45 habitatges hi havia un automòbil i a 50 n'hi havia dos o més.

### Piràmide de població
La piràmide de població per edats i sexe el 2009 era:
| Homes | Edats   | Dones |
| ----- | ------- | ----- |
| 0     | 95 o +  | 0     |
| 0     | 90 a 94 | 0     |
| 0     | 85 a 89 | 0     |
| 0     | 80 a 84 | 8     |
| 8     | 75 a 79 | 0     |
| 8     | 70 a 74 | 0     |
| 4     | 65 a 69 | 12    |
| 4     | 60 a 64 | 4     |
| 4     | 55 a 59 | 4     |
| 4     | 50 a 54 | 8     |
| 16    | 45 a 49 | 4     |
| 12    | 40 a 44 | 8     |
| 0     | 35 a 39 | 16    |
| 0     | 30 a 34 | 4     |
| 16    | 25 a 29 | 8     |
| 0     | 20 a 24 | 4     |
| 4     | 15 a 19 | 16    |
| 12    | 10 a 14 | 0     |
| 4     | 5 a 9   | 8     |
| 8     | 0 a 4   | 0     |

## Economia
El 2007 la població en edat de treballar era de 158 persones, 121 eren actives i 37 eren inactives. De les 121 persones actives 115 estaven ocupades (66 homes i 49 dones) i 6 estaven aturades (2 homes i 4 dones). De les 37 persones inactives 17 estaven jubilades, 10 estaven estudiant i 10 estaven classificades com a «altres inactius».

### Ingressos
El 2009 a Ramoulu hi havia 100 unitats fiscals que integraven 268 persones, la mediana anual d'ingressos fiscals per persona era de 20.524,5 €.

### Activitats econòmiques
Dels 3 establiments que hi havia el 2007, 2 eren d'empreses de construcció i 1 d'una empresa de comerç i reparació d'automòbils.
Els 2 serveis als particulars que hi havia el 2009 eren fusteries.
L'any 2000 a Ramoulu hi havia 11 explotacions agrícoles que ocupaven un total de 1.023 hectàrees.

## Poblacions més properes
El següent diagrama mostra les poblacions més properes.